# Burchardia rosea
Burchardia rosea är en tidlöseväxtart som beskrevs av Gregory John Keighery. Burchardia rosea ingår i släktet Burchardia och familjen tidlöseväxter. Inga underarter finns listade i Catalogue of Life.